# St James Park (stacja kolejowa)
St James Park – stacja kolejowa w Exeterze, w hrabstwie Devon na linii kolejowej Avocet Line. Stacja bez trakcji elektrycznej. Położona w pobliżu stadionu klubu Exeter City.

## Ruch pasażerski
Stacja obsługuje 105 674 pasażerów rocznie (dane za okres od kwietnia 2021 do marca 2022). Posiada bezpośrednie połączenia z Exeterem i Exmouth, obsługuje również część połączeń do Londynu. Pociągi odjeżdżają ze stacji co pół godziny.

## Obsługa pasażerów
Automaty biletowe, kasa, przystanek autobusowy.